# Horka nad Moravou
Horka nad Moravou là một làng thuộc huyện Olomouc, vùng Olomoucký, Cộng hòa Séc.